# Bab Berci kalandjai
A Bab Berci kalandjai 2023-tól vetített magyar 2D-s számítógépes animációs sorozat, amelyet Kovács Márton rendezett, Lázár Ervin azonos című meseregényéne alapján.
Magyarországon az M2 és TV2 Kids tűzte műsorra. 2024-ben a Telekom TV GO, és a KEDD YouTube csatornáján vált elérhetővé a teljes sorozat.
A Bab Berci kalandjai című meseregény Lázár Ervin egyik legszebb alkotása, tele szokatlan, de szerethető karakterekkel. A történetek felnőtteknek és gyerekeknek is egyaránt tanulsággal szolgálnak. A műből készült 13 részes animációs sorozat látványosan, és szórakoztató módon jeleníti meg az író fantáziavilágát. A rendező Kovács Márton tervezte meg a karaktereket és a sorozat látványvilágát is, a forgatókönyveket pedig Hermán Árpád írta. A sorozat zenéjét Alpár Balázs szerezte, aki olyan más animációs sorozatokon is dolgozott, mint például az Egy kupac kufli. A sorozat producere Janovics Zoltán.
A sorozat pilot-epizódja, a Bab Berci köve, 2015-ben elnyerte a 12. Kecskeméti Animációs Fesztivál Gyermekzsűrijének díját.

## Cselekmény
Bab Berci magányosan éldegél az erdő közepén. Olyan bánatos tud lenni, hogy amire csak ránéz, rögtön megsavanyodik. Mégis segíteni próbál mindenkinek, akivel találkozik, legyen az egy szerencsétlen varázsló, vagy egy kő, aki virággá szeretne változni. Lassanként egyre több barátra lel, akik felvidítják hétköznapjait, és akikre számíthat a legveszedelmesebb kalandjai során is.

## Szereplők
| Szereplő                  | Magyar hang         |
| ------------------------- | ------------------- |
| Bab Berci                 | Molnár Levente      |
| Kő                        | Dörner György       |
| Rimapénteki Rimai Péntekh | Kőszegi Ákos        |
| Rév Zoli                  | Miller Zoltán       |
| Lapázi Lopez              | Görög László        |
| Pálinkós Gyurka, Tupakka  | Széles László       |
| Lembozó Lengubozó         | Harsányi Gábor      |
| Poroszló                  | Epres Attila        |
| Brwrw úr, Főtanácsos      | Kálloy Molnár Péter |
| Utolsó Szaurella          | Szirtes Ági         |
| Fiú                       | Baráth István       |
| Bedebunk Sária            | Gulás Fanni         |
| Nuuszi Kuuszi             | Mikó István         |
| Tündér                    | Csuha Borbála       |

## Epizódok[6]
| Sor. | Év. | Cím                                         | Premier            |
| --- | --- | ------------------------------------------- | ------------------ |
| 1. | 1.  | Bab Berci és a tünkány vagy kicsoda         | 2016. december 3.  |
| Rémisztő zaj töri meg az erdő csöndjét. A hangról hamar kiderül, hogy valójában nem más, mint Bab Berci hangos tüsszögése. Nem elég, hogy meg van fázva, de a kedve is savanyú, mert nincs kinek elpanaszolnia búját-baját. Csupán egy, a közelben szunyókáló borzban lel hallgatótársra. Elmondja neki, hogy milyen magányos, és azt, hogy ezen bajok forrása az ő hatalmas uborkaorra. Berci panaszára egy erdei tündér lesz figyelmes, aki segíteni próbál rajta. De lehet, hogy nem is tündért látott, hanem egy boszorkányt?! |     |                                             |                    |
| 2. | 2.  | A csodapatika                               | 2023. április      |
| Rimapénteki Rimai Péntekh megnyitja vadonatúj patikáját, ahol hétköznapi betegségek helyett a rossz tulajdonságok elűzésére kínál gyógyírt. Egy bökkenő van csupán: a gyógyszert mindenkinek magának kell kérnie a saját bajára, különben nem használ. |     |                                             |                    |
| 3. | 3.  | Bab Berci köve                              | 2014. augusztus 2. |
| Bab Bercit a kőgörgetegnél járva megszólítja egy kő. Kezdetben megrémíti, de aztán megbékél különös beszélgetőtársával. A kő elégedetlen jelenlegi sorsával, nem akar többé haszontalan törmelékként kopni évezredeken keresztül. Arra kéri Bercit, hogy találjon neki valami új elfoglaltságot. |     |                                             |                    |
| 4. | 4.  | Bab Berci Pálinkós Gyurka repülőgépét várja | 2023. április      |
| Pálinkós Gyurka mellékes költő mellékes verse mellékes kezdetéhez mellékes folytatást keres, amikor összetalálkozik Bab Bercivel egy esős délutánon. Berci örömmel látja vendégül, amíg megszárítja átázott cipőjét. Együtt megfejtik az okát, hogy Berci miért nem kap levelet soha, és mellékesen még az is kiderül, hogy Gyurka nem csak költő, hanem repülőgépeket is épít. Persze csak mellékesen. |     |                                             |                    |
| 5. | 5.  | Bab Berci és a csodanektár                  | 2023. április      |
| Egy nap Bab Berci arra lesz figyelmes, hogy Rimapénteki Rimai Péntekh házának kéménye nem füstöl. Pedig az a kémény mindig füstölni szokott, hiszen köztudott, hogy Rimapénteki Rimai Péntekh éjt nappallá téve a csodanektáron dolgozik. Ha abbahagyta a munkát, az csakis egy dolgot jelenthet: valami nagy baj van. Márpedig, ha bajba került, egyedül Bab Berci segíthet rajta. |     |                                             |                    |
| 6. | 6.  | Bab Berci, a bennszülött                    | 2023. április      |
| Az erdő nyugalmát egy új lakó zavarja meg. Brwrw úr egy hatalmas gépezet utasa, de mint kiderül, a robotot irányítani ő sem tudja. A hatalmas gépszörny fákat dönt ki, füstje elsötétíti az eget, a zaja elviselhetetlen. Az erdő állatai riadtan menekülnek előle. Berci összefog Rimapénteki Rimai Péntekh-kel, hogy megfékezzék a pusztítást. |     |                                             |                    |
| 7. | 7.  | A Fiú                                       | 2023. április      |
| Bab Berci különös jövevénnyel találkozik: Lembozó Lengubzóval, az öreg bohóccal, aki egy kisbabával a karjában menedéket keresni jött az erdőbe. Elmeséli viszontagságos életét, hogy miért ábrándult ki az emberek világából, és hogy talált rá az árva gyermekre. |     |                                             |                    |
| 8. | 8.  | Bab Berci együtt sír Nuuszi Kuuszival       | 2017. december 10. |
| Bab Berci bánatos jajgatásra lesz figyelmes, és követi a hangot erdei házától egy patak partjára: a sírdogáló idegen nem más, mint Nuuszi Kuuszi a varázsló. Bercit csodálattal tölti el, hogy megismerhet egy igazi varázslót, és arra kéri őt, hogy varázsoljon neki egy minden-ízű fagylaltot. Azonban a varázslat nem úgy alakul, ahogy Berci szeretné. |     |                                             |                    |
| 9. | 9.  | Bab Berci jót tesz                          | 2023. április      |
| Bab Berci nem akármilyen jutalmat kap Tupakkától, a varázserejű törpétől: mindenkinek szerencsét hoz, akivel reggel nyolc és este hat óra között találkozik. Ezért Berci úgy dönt, a városba megy, hogy minél több embernek segíthessen, ám az események váratlan fordulatot vesznek. |     |                                             |                    |
| 10. | 10. | Bab Berci ránéz Rév Zoli pálinkájára        | 2023. április      |
| Bab Berci olyan szomorú, hogy amire csak ránéz, megsavanyodik. Hívatlan vendége érkezik, hogy felvidítsa: Rév Zoli, aki illemkönyvet is csak azért olvas, hogy nehogy az előírásoknak megfelelően viselkedjen. Vajon milyen titkot rejteget? |     |                                             |                    |
| 11. | 11. | Lapázi Lopez ellentolvajnagy                | 2023. április      |
| Bab Berci olyan szomorú, hogy amire csak ránéz, megsavanyodik. Hívatlan vendége érkezik, hogy felvidítsa: Rév Zoli, aki illemkönyvet is csak azért olvas, hogy nehogy az előírásoknak megfelelően viselkedjen. Vajon milyen titkot rejteget? |     |                                             |                    |
| 12. | 12. | Bab Berci a városban 1. rész                | 2023. április      |
| Bab Berci a városba indul, hogy segítsen a bajba jutott barátján, Lapázi Lopezen. Út közben azonban újabb feladatot kap: Lembozó Lengubozó, az öreg bohóc arra kéri, keresse meg a fiát, aki elszökött otthonról. Vajon a város milyen kalandokat tartogat még számára? |     |                                             |                    |
| 13. | 13. | Bab Berci a városban 2. rész                | 2023. április      |
| Utolsó Szaurella királynő elrendelte, hogy végezzék ki Bedebunk Sáriát, amiért szebb merészelt lenni nála. Kiszabadítása Bab Bercinek egyedül túl nagy feladat, még szerencse, hogy számíthat barátaira: Nuuszi Kuuszira, a varázslóra, Lapázi Lopezre, az ellentolvajnagyra, Rimapénteki Rimai Péntekhre, a csodapatikusra és Rév Zolira. |     |                                             |                    |

## További információ
- Bab Berci kalandjai az Internet Movie Database-ben
- Bab Berci kalandjai a PORT.hu-n
- Bab Berci kalandjai a Facebook-on